# Lampides claramarginata
Lampides claramarginata är en fjärilsart som beskrevs av Tutt 1907. Lampides claramarginata ingår i släktet Lampides och familjen juvelvingar. Inga underarter finns listade i Catalogue of Life.